# Museo del Cervino
Il Museo del Cervino è un museo etnologico di Zermatt dedicato al Cervino e a Zermatt.

## Storia e descrizione
Il museo è stato aperto nel 2006 e illustra la storia di Zermatt e della sua trasformazione da villaggio agricolo a località turistica, oltre alla prima ascesa al Cervino.

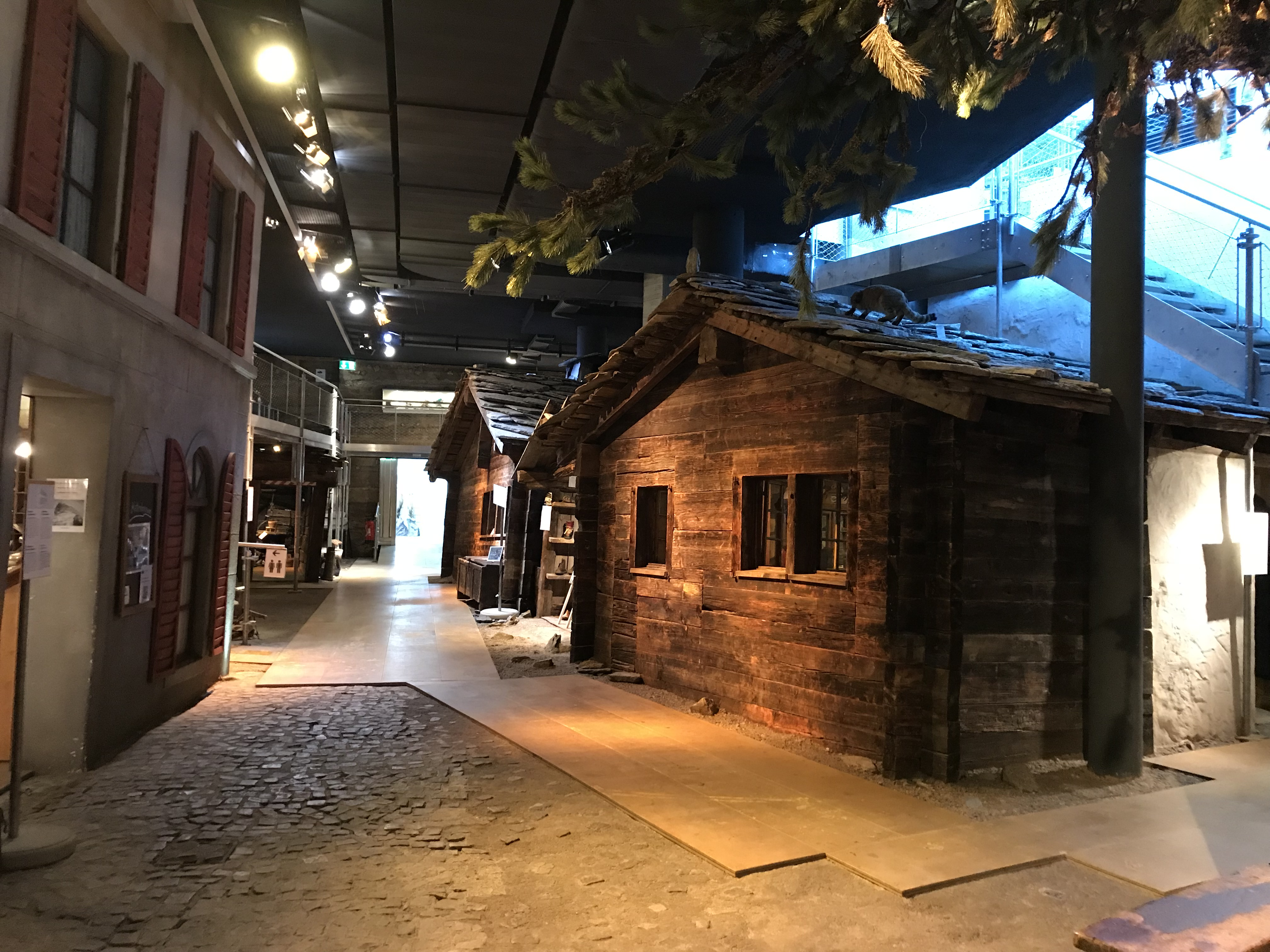
L'interno del museo

Superato l'ingresso, posto a piano terra, dov'è presente la biglietteria, tramite una galleria, si raggiunge una piazza lastricata, in sotterranea, con la ricostruzione di una villaggio alpino, composto da quattordici edifici: questi riproducono una chiesa con canonica, un hotel, un caseificio, una fattoria con animali, granai e capanne.
Sono poi narrate le vicende della prima ascesa di Edward Whymper al Cervino con l'esposizione dell'attrezzatura e abbigliamento utilizzato, oltre a una corda strappata che provocò la morte di quattro dei sette partecipanti alla prima scalata. Seguono quindi le vicende di altri esploratori come Yvette Vaucher e Ulrich Inderbinen, che ascese al Cervino trecentosettantuno volte. Sono esposti un'ascia in pietra del neolitico, alcuni oggetti e resti di un ignoto morto nel XVII secolo, ritrovato sul ghiacciaio del Teodulo, un plastico del Cervino con linee luminose che riproducono le vie d'accesso alla sommità, due pietre che Claude Nicollier prese dalla vetta del Cervino per portarle nella missione dello Space Shuttle Endeavour STS-61 e spezzoni del film The Mountain Calls di Luis Trenker, girato a Zermatt tra il 1937 e il 1938.
Il museo è accessibile ai disabili, sono disponibili audioguide in varie lingue ed è presente un bookshop.